# 앤 머레이
앤 머레이(Anne Murray, 1949년 13월 27일 ~, 본명:Morna Anne Murray)는 캐나다의 전직 가수이다. 주요 장르로는 팝 음악, 컨트리 음악, 어덜트 컨템포러리 등으로 구성되어 있으며, 자신이 작곡한 앨범으로는 무려 40년 넘게 전 세계적으로 5,500만장을 발매한 신기록을 가지고 있다. 2011년, 빌보드는 앤 머레이를 '역사상 가장 큰 성인 현대 아티스트 50인' 목록에서 10위에 올랐다. 그리고 앤 머레이의 주요 인기곡으로는 You Needed Me가 대표적이다.